# 目黒蒲田電鉄
目黒蒲田電鉄株式会社（めぐろかまたでんてつ）は東急電鉄の前身の鉄道会社。姉妹会社であった（旧）東京横浜電鉄を吸収合併したのち名称を逆に（新）東京横浜電鉄と変更し、現在の東急電鉄へと発展した。法人格は東急株式会社が引き継いでいる。
なお、目黒蒲田電鉄と（旧）東京横浜電鉄はともに設立当初より五島慶太が専務取締役に就任、経営も関連しているが、会社の発展を見やすく提示するためにそれぞれを別の記事で記述する。

## 概要
目黒蒲田電鉄は、1918年に実業家渋沢栄一らによって立ち上げられた『理想的な住宅地「田園都市」の開発』を目的とする田園都市株式会社が進めていた鉄道事業を受け継いで、1922年（大正11年）に子会社として分離・設立された。設立当初の株主は7万株中68000株を田園都市会社が保有し残り1000株を武蔵電気鉄道取締役会長の郷誠之助が、1000株を田園都市会社及び目黒蒲田電鉄の役員がそれぞれ保有していた。設立当初から五島慶太が専務取締役に就任し、会社を取り仕切った。
会社はまず、1923年に目黒-蒲田（13.2 km）の鉄道を全通させ、目蒲線と呼称した。同年9月に発生した関東大震災により路線、建物に被害を受けたが、一方被災民が沿線に移住することになり沿線人口が急増し順調なスタートを切った。また小山駅前に府立第八中学校、大岡山駅前に東京高等工業学校が開校して旅客数は増加していった。ついで 1926年に大井町線を着工し、部分開通を繰り返した後、1929年に大井町-二子玉川（10.3 km）を全通、大井町線と呼称した。その間、1928年に親会社である田園都市（株）を吸収合併し、「田園都市」開発事業を引き継いだ。さらに1933年には池上電気鉄道を傘下におさめ、翌1934年にこれを合併して、編入した五反田-蒲田（10.9 km）を池上線と呼んだ。
1939年に姉妹会社である（旧）東京横浜電鉄を吸収合併ののち、社名を逆に「（新）東京横浜電鉄」と変更したため、目黒蒲田電鉄の名称はなくなった。

## 沿革

### 前史
- 1910年（明治43年）6月22日 - 武蔵電気鉄道（資本金350万円）設立[6]、後の（旧）東京横浜電鉄、現在の東横線の母体
- 1918年（大正7年）9月2日 - 田園都市株式会社（資本金50万円）社長に中野武営、相談役に渋沢栄一就任[7]。しかし、1か月後に中野が急死し、社長職を空席としたまま、専務の竹田政智（渋沢の娘婿）が代表取締役として運営に当たる[7]
- 1920年（大正9年）
  - 3月6日 - 田園都市（株）傘下の荏原電気鉄道に大井町 - 調布村間地方鉄道敷設免許[8][9]
  - 5月11日 - 五島慶太、武蔵電気鉄道の常務取締役に就任（鉄道省監督局総務課長を辞任）[10]
  - 5月18日 - 田園都市（株）、荏原電気鉄道の鉄道敷設免許を無償で譲り受ける[9][11]
- 1921年（大正10年）2月15日 - 田園都市（株）に大崎町 - 碑衾村（洗足）間地方鉄道敷設免許[9][12]
- 1922年（大正11年）
  - 3月24日 - 田園都市（株）の目黒線大崎町（目黒） - 調布村（多摩川）間工事施行認可[9]
  - 3月30日 - 田園都市（株）、目黒線着工[13]
  - 6月 - 田園都市（株）、洗足田園都市の土地181,500平方メートルを分譲開始[14]。すぐに8割程度が予約で埋まる[14]。

### 会社設立以後
- 1922年（大正11年）
  - 7月22日 - 田園都市（株）の鉄道部門を分離独立させることとなり、目黒蒲田電鉄株式会社発起人総会開催（代表に竹田政智）[15]
    - 決議事項
      1. 田園都市（株）から鉄道敷設権（大井町 - 調布村、大崎町 - 碑衾村間）を無償譲受[15]
      2. 武蔵電気鉄道（株）から鉄道敷設権（調布村 - 蒲田間）を5万円で譲受[15]

  - 9月2日 - 目黒蒲田電鉄（資本金350万円）創立総会開催[16]。東急の歴史が始まる。
  - 10月2日 - 臨時株主総会開催、目黒蒲田電鉄社長に竹田政智、専務取締役に五島慶太就任（武蔵電気鉄道取締役兼務）[16]
  - 12月27日 - 目黒線多摩川 - 丸子（沼部）間工事施工認可[13]
- 1923年（大正12年）
  - 1月15日 - 目黒線多摩川 - 丸子間着工[13]
  - 3月11日 - 目黒線目黒 - 丸子間 (8.3 km) 開通[17][18]。当時、目黒駅と丸子駅以外は無人駅であった[18]。
  - 5月14日 - 本社を第一相互館（当時の第一生命保険本社）から目黒駅の裏手にあたる大崎町に移転[18]
  - 4月25日 - 蒲田線丸子 - 蒲田間 (4.9 km) 着工[19]
  - 8月 - 田園都市（株）、多摩川台地区105,600平方メートルの土地分譲開始[14]（後に高級住宅街の代名詞となる田園調布[20]地区）
  - 11月1日 - 蒲田線目黒 - 蒲田間 (13.2 km) 全通[21]、目蒲線と呼称[22]。建設費3,228,829円[22]
- 1924年（大正13年）
  - 1月8日 - 田園都市（株）、大岡山所在の社有地と、蔵前所在の東京高等工業学校（現・東京科学大学）の敷地を等価交換する[23]
  - 2月29日 - 鵜ノ木駅を新設[23]
  - 6月1日 小山駅を武蔵小山駅に、丸子駅を武蔵丸子駅に、新田駅を武蔵新田駅にそれぞれ改称[23]
  - 10月7日 - 等価交換で得た蔵前の土地の売却益を元手として[要出典]武蔵電気鉄道を傘下に収める[23][24]
  - 10月25日 - 武蔵電気鉄道臨時株主総会開催、社名を（旧）東京横浜電鉄株式会社に変更、社長に矢野恒太、専務取締役に五島慶太就任[24]
- 1925年（大正14年）12月23日 - 多摩川園を開園[25]
- 1926年（大正15年）
  - 1月1日 - 目蒲線調布駅を田園調布駅に、多摩川駅を丸子多摩川駅に、武蔵丸子駅を沼部駅に改称[26]
  - 2月14日 - （旧）東京横浜電鉄、神奈川線丸子多摩川 - 神奈川間 (14.7 km) 開通、目蒲線との相互乗り入れが実現し、目黒 - 神奈川間直通運転開始、丸子多摩川 - 蒲田間は折り返し運転となる[27][28]
  - 5月7日 - 大井町 - 鮫洲間鉄道敷設免許申請（1929年10月26日却下）[29]
  - 6月7日 - 武蔵新田 - 蛇窪間鉄道敷設免許申請（1928年11月19日却下）[29]
  - 7月18日 - 大井町線大井町 - 洗足間着工[30]
- 1927年（昭和2年）
  - 7月6日 - 大井町線大井町 - 大岡山間 (4.8 km) 開通[31]
  - 8月28日 - （旧）東京横浜電鉄、渋谷線渋谷 - 丸子多摩川間 (9.1 km) 開通、渋谷 - 神奈川間 (23.9 km) 直通運転開始し、あわせて東横線と呼称[32]
  - 12月 - 自由ヶ丘地区の貸住宅地の経営開始
- 1928年（昭和3年）
  - 5月5日 - 田園都市（株）を合併（資本金1,325万円）、田園都市開発事業を目黒蒲田電鉄田園都市部に承継[33]
  - 5月7日 - 代表取締役に五島慶太就任[34]
  - 8月1日 西小山駅開業[34]
  - 9月6日 - 二子玉川線大岡山 - 二子玉川間着工[34]
  - 9月11日 - 目黒 - 上槇町間鉄道敷設免許申請（1934年2月4日却下）[29]
- 1929年（昭和4年）
  - 3月 - 目黒蒲田電鉄と（旧）東京横浜電鉄が沿線人口の増加策として「住宅資金貸付」開始[35]
  - 3月27日 - 武蔵新田 - 荏原間鉄道敷設免許申請（1929年10月26日却下）[29]
  - 3月27日 - 沖ノ谷 - 上川間鉄道敷設免許申請（1929年10月26日却下）[29]
  - 4月 - 奥沢地区の土地分譲開始
  - 4月10日 - 田園調布 - 大森間鉄道敷設免許申請（1930年6月19日却下）[29]
  - 7月3日 - 目黒蒲田電鉄と（旧）東京横浜電鉄が日吉台の土地（23万7600m2）を慶應義塾大学へ寄付[36]
  - 11月1日 - 二子玉川線自由ヶ丘 - 二子玉川間 (4.0 km) 開通[37]
  - 12月25日 - 二子玉川線大岡山 - 自由ヶ丘間 (1.6 km) 開通[38]により、大井町 - 二子玉川間 (10.3 km) 全通、大井町線と呼称
- 1931年（昭和6年）
  - 1月1日 丸子多摩川駅を多摩川園前駅に改称[39]
  - 5月20日 - 上野毛 - 成城学園間鉄道敷設免許申請（1931年7月12日取り下げ）[29]
  - 6月1日 - 玉川ゴルフコース開業[39]
  - 7月7日 - 尾山台 - 成城学園間鉄道敷設免許申請（1932年7月19日自由ヶ丘-成城学園間に変更）[29]
- 1932年（昭和7年）4月15日 - 土地建物売買・賃貸の仲介業務開始
- 1933年（昭和8年）7月10日 - 池上電気鉄道を傘下に収める[40]
- 1934年（昭和9年）
  - 7月28日 - 鉄道免許状下付（目黒区自由が丘-北多摩郡砧村（成城学園）間）[41]
  - 10月1日 - 池上電気鉄道を合併（資本金1,710万円）
- 1935年（昭和10年）3月15日[要出典] - 目黒蒲田電鉄と（旧）東京横浜電鉄が分譲地の販売促進策として社員に分譲地販売奨励金の支給を開始[42]
- 1937年（昭和12年）2月26日 - 目黒蒲田電鉄と（旧）東京横浜電鉄の本社事務所を渋谷区大和田町1番地に移転[43]
- 1939年（昭和14年）
  - 10月1日 - （旧）東京横浜電鉄を合併（資本金7,250万円）、田園都市部門は総務部田園都市課となる[44]
  - 10月16日 - 臨時株主総会を開催し、社名を「（新）東京横浜電鉄株式会社」と変更[44]

※以降の歴史は、東京横浜電鉄を参照。

## 駅一覧
- 1934年（昭和9年）12月15日現在[45]。
- 全駅東京府東京市に所在[45]。

| 駅名         | 駅間 キロ | 営業 キロ | 接続路線                                                        | 所在地   |
| ------------ | --------- | --------- | --------------------------------------------------------------- | -------- |
| 目黒駅       | -         | 0.0       | 鉄道省：山手線 東京市電気局（東京市電）：目黒線（目黒駅前電停） | 品川区   |
| 不動前駅     | 1.0       | 1.0       |                                                                 | 品川区   |
| 武蔵小山駅   | 1.0       | 2.0       |                                                                 | 荏原区   |
| 西小山駅     | 0.8       | 2.8       |                                                                 | 荏原区   |
| 洗足駅       | 0.7       | 3.5       |                                                                 | 目黒区   |
| 大岡山駅     | 0.8       | 4.3       | 目蒲電鉄：大井町線                                              | 大森区   |
| 奥沢駅       | 1.3       | 5.6       |                                                                 | 世田谷区 |
| 田園調布駅   | 1.0       | 6.6       | 東京横浜電鉄                                                    | 大森区   |
| 多摩川園前駅 | 1.0       | 7.6       | 東京横浜電鉄                                                    | 大森区   |
| 沼部駅       | 0.8       | 8.4       |                                                                 | 大森区   |
| 鵜ノ木駅     | 1.0       | 9.4       |                                                                 | 大森区   |
| 下丸子駅     | 0.7       | 10.1      |                                                                 | 蒲田区   |
| 武蔵新田駅   | 0.7       | 10.8      |                                                                 | 蒲田区   |
| 矢口渡駅     | 0.9       | 11.7      |                                                                 | 蒲田区   |
| 本門寺道駅   | 0.8       | 12.5      |                                                                 | 蒲田区   |
| 蒲田駅       | 0.8       | 13.3      | 鉄道省：東海道本線 目蒲電鉄：池上線                             | 蒲田区   |

| 駅名       | 駅間 キロ | 営業 キロ | 接続路線                     | 所在地 |
| ---------- | --------- | --------- | ---------------------------- | ------ |
| 大岡山駅   | -         | 0.0       | 目蒲電鉄：目蒲線             | 大森区 |
| 洗足公園駅 | 0.7       | 0.7       |                              | 大森区 |
| 東洗足駅   | 0.7       | 1.4       | 目蒲電鉄：池上線（旗ヶ岡駅） | 荏原区 |
| 荏原町駅   | 0.7       | 2.1       |                              | 荏原区 |
| 中延駅     | 0.5       | 2.6       |                              | 荏原区 |
| 蛇窪駅     | 0.6       | 3.2       |                              | 荏原区 |
| 戸越駅     | 0.7       | 3.9       |                              | 荏原区 |
| 大井町駅   | 0.8       | 4.7       | 鉄道省：東海道本線           | 品川区 |

| 駅名       | 駅間 キロ | 営業 キロ | 接続路線                                       | 所在地   |
| ---------- | --------- | --------- | ---------------------------------------------- | -------- |
| 大岡山駅   | -         | 0.0       | 目蒲電鉄：目蒲線                               | 大森区   |
| 緑ヶ丘駅   | 0.6       | 0.6       |                                                | 目黒区   |
| 自由ヶ丘駅 | 1.0       | 1.6       | 東京横浜電鉄                                   | 目黒区   |
| 九品仏駅   | 0.7       | 2.3       |                                                | 世田谷区 |
| 尾山台駅   | 0.7       | 3.0       |                                                | 世田谷区 |
| 等々力駅   | 0.6       | 3.6       |                                                | 世田谷区 |
| 上野毛駅   | 0.9       | 4.5       |                                                | 世田谷区 |
| 二子玉川駅 | 1.0       | 5.5       | 玉川電気鉄道：玉川線・溝ノ口線・砧線（玉川駅） | 世田谷区 |

| 駅名             | 駅間 キロ | 営業 キロ | 接続路線                                                            | 所在地 |
| ---------------- | --------- | --------- | ------------------------------------------------------------------- | ------ |
| 蒲田駅           | -         | 0.0       | 鉄道省：東海道本線 目蒲電鉄：目蒲線                                 | 蒲田区 |
| 蓮沼駅           | 0.8       | 0.8       |                                                                     | 蒲田区 |
| 池上駅           | 1.1       | 1.9       |                                                                     | 大森区 |
| 慶大グランド前駅 | 1.0       | 2.9       |                                                                     | 大森区 |
| 東調布駅         | 1.0       | 3.9       |                                                                     | 大森区 |
| 御嶽山駅         | 0.7       | 4.6       |                                                                     | 大森区 |
| 調布大塚駅       | 0.5       | 5.1       |                                                                     | 大森区 |
| 雪ヶ谷駅         | 0.4       | 5.5       | 目蒲電鉄：新奥沢線                                                  | 大森区 |
| 石川台駅         | 0.6       | 6.1       |                                                                     | 大森区 |
| 洗足池駅         | 0.6       | 6.7       |                                                                     | 大森区 |
| 長原駅           | 0.6       | 7.3       |                                                                     | 大森区 |
| 旗ヶ岡駅         | 0.9       | 8.2       | 目蒲電鉄：大井町線（東洗足駅）                                      | 荏原区 |
| 荏原中延駅       | 0.7       | 8.9       |                                                                     | 荏原区 |
| 戸越銀座駅       | 0.7       | 9.6       |                                                                     | 荏原区 |
| 桐ケ谷駅         | 0.5       | 10.1      |                                                                     | 品川区 |
| 大崎広小路駅     | 0.6       | 10.7      |                                                                     | 品川区 |
| 五反田駅         | 0.3       | 11.0      | 鉄道省：山手線 東京市電気局（東京市電）：五反田線（五反田駅前電停） | 品川区 |

| 駅名     | 駅間 キロ | 営業 キロ | 接続路線         | 所在地   |
| -------- | --------- | --------- | ---------------- | -------- |
| 雪ヶ谷駅 | -         | 0.0       | 目蒲電鉄：池上線 | 大森区   |
| 諏訪分駅 | 0.9       | 0.9       |                  | 世田谷区 |
| 新奥沢駅 | 0.5       | 1.4       |                  | 世田谷区 |

## 施設
- 矢口変電所、電動発電機（交流側3300 V、直流側600 V）直流側の出力200 kW、予備3、製造所日立製作所
- 奥沢変電所、回転変流器（交流側445V、直流側600 V）直流側の出力750 kW、常用2、製造所日立製作所
- 不動前変電所、回転変流器（交流側445V、直流側600 V）直流側の出力750 kW、常用1、製造所芝浦製作所
- 嶺変電所、水銀整流器（交流側500 V、直流側550 V）直流側の出力500 kW、常用2、製造所BBC、旧池上電気鉄道
- 同上、電動発電機（交流側3000 V、直流側550 V）直流側の出力300 kW、予備1、製造所小穴、旧池上電気鉄道
- 池上変電所、水銀整流器（交流側500 V、直流側550 V）直流側の出力500 kW、常用1、製造所BBC、旧池上電気鉄道
- 戸越変電所、水銀整流器（交流側500 V、直流側550 V）直流側の出力500 kW、常用1、製造所BBC、旧池上電気鉄道
  - 『管内電気事業要覧. 第11回』（国立国会図書館デジタルコレクション）

## 輸送・収支実績
| 年度 | 輸送人員（人） | 貨物量（トン） | 営業収入（円） | 営業費（円） | 営業益金（円） | その他益金（円）                        | その他損金（円）                         | 支払利子（円） | 政府補助金（円） |
| ---- | -------------- | -------------- | -------------- | ------------ | -------------- | --------------------------------------- | ---------------------------------------- | -------------- | ---------------- |
| 1923 | 2,402,104      | 2,971          | 148,351        | 100,468      | 47,883         |                                         |                                          | 31,517         | 64,124           |
| 1924 | 8,911,800      | 27,151         | 556,092        | 280,656      | 275,436        |                                         | 雑損5                                    | 85,160         | 52,584           |
| 1925 | 13,909,914     | 42,503         | 850,475        | 417,262      | 433,213        |                                         |                                          | 9,375          |                  |
| 1926 | 18,358,896     | 42,491         | 1,188,613      | 591,556      | 597,057        |                                         |                                          | 30,468         |                  |
| 1927 | 23,476,998     | 97,110         | 1,571,790      | 723,066      | 848,724        |                                         | 自動車業損5,044                          | 231,382        |                  |
| 1928 | 28,704,649     | 78,444         | 2,033,445      | 884,621      | 1,148,824      | 土地業其他 500,486                      | 雑損97,168                               | 542,896        |                  |
| 1929 | 31,096,605     | 67,807         | 2,167,731      | 911,440      | 1,256,291      | 電燈自動車業其他 646,144                | 償却金他144,153                          | 573,351        |                  |
| 1930 | 32,697,790     | 43,641         | 2,273,350      | 934,720      | 1,338,630      | 自動車土地業其他 585,922                | 償却金60,000                             | 754,210        |                  |
| 1931 | 32,512,964     | 36,548         | 2,296,515      | 894,684      | 1,401,831      | 自動車電燈業601,804                     | 償却金40,000 雑損11                      | 798,270        |                  |
| 1932 | 32,749,805     | 50,247         | 2,408,096      | 881,062      | 1,527,034      | 電燈自動車業其530,409                   |                                          | 840,788        |                  |
| 1933 | 34,583,758     | 39,954         | 2,243,720      | 906,381      | 1,337,339      | 自動車、ゴルフ、 田園都市、電燈 523,378 |                                          | 646,094        |                  |
| 1934 | 36,186,569     | 23,624         | 2,611,637      | 977,230      | 1,634,407      | 電燈業其他 514,363                      | 償却金239,000 旧池上電鉄株主交付金70,316 | 589,327        |                  |
| 1934 | 2,455,804      | -              | 2,611,637      | 977,230      | 1,634,407      | 電燈業其他 514,363                      | 償却金239,000 旧池上電鉄株主交付金70,316 | 589,327        |                  |
| 1935 | 56,437,575     | 3,110          | 3,103,208      | 1,403,184    | 1,700,024      | 自動車業其他442,429                     |                                          | 712,340        |                  |
| 1936 | 61,550,091     | 3,349          | 3,303,928      | 1,592,140    | 1,711,788      | 自動車業其他408,967                     |                                          | 687,560        |                  |
| 1937 | 69,235,899     | 1,118          | 3,601,320      | 1,861,036    | 1,740,284      | 自動車、電燈業 540,568                  | 償却金200,000                            | 646,784        |                  |

- 1934年度、輸送人員、貨物量上段は目黒蒲田線下段は池上線
- 鉄道省鉄道統計資料、鉄道統計資料、鉄道統計各年度版